# Ignacy Samsonowicz

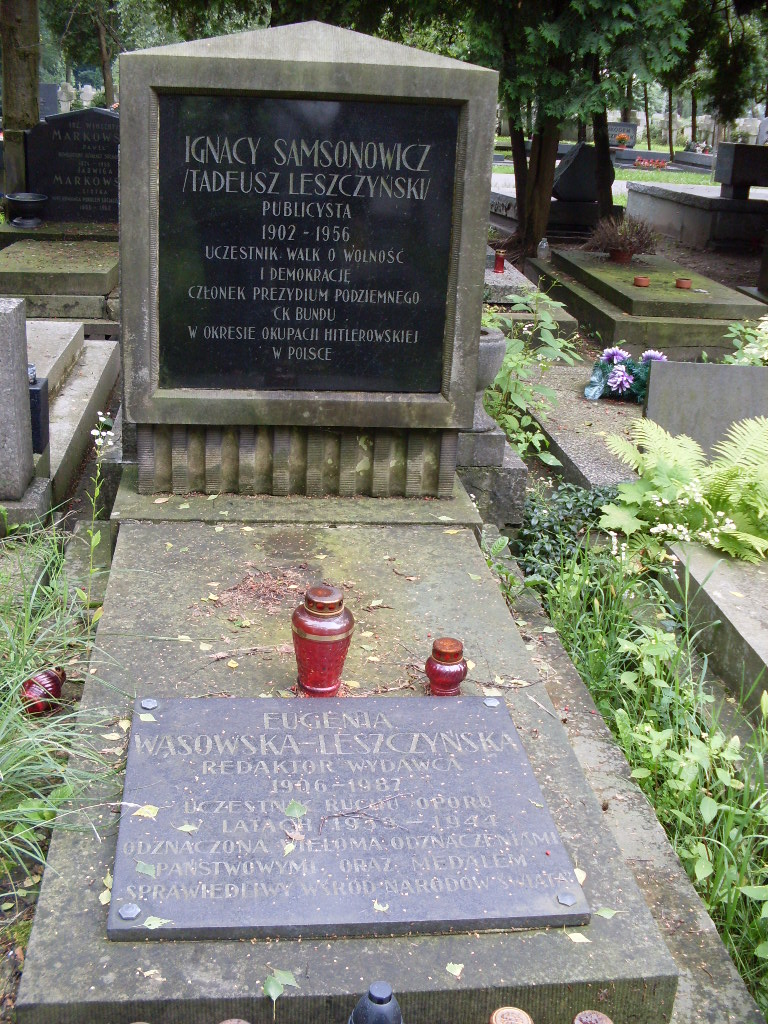
Grób Tadeusza Leszczyńskiego/Ignacego Samsonowicza na Cmentarzu Wojskowym na Powązkach

Ignacy Samsonowicz pseudonim Tadeusz Leszczyński (ur. 1 czerwca 1902 w Częstochowie, zm. 1956 w Warszawie) – polski publicysta i działacz społeczny żydowskiego pochodzenia. Członek prezydium podziemnego CK Bundu w czasie II wojny światowej. Od stycznia 1943 do września 1944 roku ukrywał się przed hitlerowcami przy ul. Żurawiej 24 m 4 w mieszkaniu Eugenii Wąsowskiej-Leszczyńskiej. Po II wojnie światowej zmienił nazwisko na Tadeusz Leszczyński. Jest pochowany na Cmentarzu Wojskowym na Powązkach w Warszawie (Kwatera: B2, rząd: 11, grób: 7).